# Gazi Husrev-begov hanikah
Gazi Husrev-begov hanikah (iz perz. hanegah - hane-kuća i gah, - preko arapskog hanikah, hanekah - mjesto boravište derviša i šejhova) je objekt u Sarajevu. U hanikahu se proučavao tesavuf (islamski misticizam), a danas ima i umjetničku namjenu.

## Povijest
Prvi povijesni spomen je u vakufnami Gazi Husrev-bega iz 1531. godine. Gazi Husrev-begova vakufnama iz 1531. godine prva je njegova vakufnama i pisana je za džamiju, imaret (javnu kuhinju) i hanikah. Pretpostavlja se da je ova zgrada ipak izgrađena neku godinu prije. U vakufnami je Gazi Husrev-beg uvjetovao kakav šejh treba biti. Vakufnamom je određeno da na čelu hanikaha mora biti šejh halvetijskog reda. Ovaj red izabrao je jer je ovoj školi pripadao i Gazi Husrev-beg, bila je vrlo raširena i popularna u Anadoliji i Rumeliji njegova doba. Ovaj red bio je vrlo dosljedan i striktan u odgoju derviša i mnogo je poštivao čelnike na vlasti. Poslije su se značajni predstavnici ovoga reda sukobili s nositeljima osmanske vlasti zbog čega je tad na čelo hanikaha došao šejh iz drugog reda, šejh Nakšibendijskog tarikata,  početkom XIX. stoljeća. Tom su redu pripadali i njegovi nasljednici. Vjerojatno je i to da tad možda i nije bilo sposobnog šejha Halveti-tarikata, pa se pribjeglo drugom rješenju. Hanikah je jedinstven je među svim hanikahima na tlu BiH (Sarajevo, Mostar). Skupa s Gazi Husrev-begovom džamijom i Gazi Husrev-begovom medresom tvori arhitektonsku, urbanističku i estetsku cjelinu i središte starog Sarajeva. Podignut je do kraja 1531. godine na sjevernoj strani to jest preko puta Gazi Husrev-begove džamije. Do kraja 1531. Gazi Husrev-beg je podigao džamiju, hanikah, imaret (javnu kuhinju) i musafirhanu, a tad je objavio drugu vakufnamu. U hanikahu su derviši osim svojih obreda i zikra stjecali sva potrebna znanja i po okončanju tzv. hanikah medrese odlazili posvuda po BiH u misiju prenošenja sufijske doktrine.
1749./50. je izgorio, pa je podignuta nova zgrada. 1756. godine zgradu je zahvatio požar i izgorila je. Obnovljena je 1779. godine. Požar je opet izbio u zgradi 1832. godine. Pri gradnji sjevernog krila Đulaginog dvora, danas zgrade Gazi Husrev-begove medrese, hanikah je skoro sasvim uništen. Izgorile su skoro sve Gazi Husrev-begove zadužbine i hanikah je ponovo nastradao. Neko je vrijeme ustanova bila smještena u prostorijama musafirhane u blizini sahat-kule, koje su izgorile 25. svibnja 1852. godine i poslije toga je hanikah vraćen na staro mjesto. Oštećen u doba austro-ugarske uprave. Popravljan u doba austro-ugarske uprave, ali je zahvat napravio nestručni graditelj. U 19. i početkom 20. stoljeća osjetila se još jedna tendencija. Hanikah je postupno prerastao u prosvjetnu ustanovu – medresu, jer je tendencija vodila ka spajanju ovih dviju institucija. Time su u njemu nestali stalni derviši, a učenici medrese su obavljali derviške obrede, dok oni nisu postali sporedni.
Kod dogradnje nove zgrade Gazi Husrev-begove medrese 1931. godine, srušen je znatan dio ovog objekta, a rekonstrukcija je završena tek 1998. godine.  Prema izgledu starog hanikaha novi je podignut 2000. godine. Danas se ga se koristi za potrebe Gazi Husrev-begove medrese, za promocije i izložbe.

## Karakteristike
U hanikahu je bilo 14 soba i semahana (prostor za vjerske obrede). Semahana je zauzimala prostor tri sobe i trijem. Kupolama je bila zasvođena semahana i neke sobe. Godine 1749. je nakon požara podignuta nova zgrada koja je imala 12 soba za derviše, semahanu i sobu za šejha i nus-prostorije. U novim hanikahu iz 2000. unutarnje dvorište natkriveno je pokretnim staklenim krovom.

## Zaštita
2006. je godine Povjerenstvo za očuvanje nacionalnih spomenika BiH donijelo odluku o građevinske cjeline - "Gazi Husrev-begova medresa sa mjestom i ostacima Hanikaha u Sarajevu" nacionalnim spomenikom Bosne i Hercegovine.